# Richard Wellmann (Politiker)
Richard Wellmann (* 28. Mai 1830; † 21. Oktober 1910) war ein deutscher Offizier und Parlamentarier.

## Leben
Richard Wellmann studierte an der Königlichen Universität Greifswald. 1849 wurde er Mitglied des Corps Pomerania Greifswald. Nach dem Studium trat er in den Dienst der Preußischen Armee ein. In der Zeit seines Abgeordnetenmandats war er Hauptmann in Crossen (Oder). Später war er Major und Landesökonomierat. Zuletzt lebte er als Pensionär in Kreuzburg in Oberschlesien.
Von 1867 bis 1870 saß Wellmann als Abgeordneter des Wahlkreises Frankfurt 6 (Züllichau-Schwiebus, Crossen) im Preußischen Abgeordnetenhaus. Er gehörte der Fraktion der Freikonservativen Partei an.